# Simulium taiwanicum
Simulium taiwanicum es una especie de insecto del género Simulium, familia Simuliidae, orden Diptera.
Fue descrita científicamente por Takaoka, 1979.